# Le Mans Hypercar

Logo da categoria Hypercar FIA World Endurance Championship de onde os carros LMH estão habilitados automaticamente a competirem.

Logo da categoria GTP onde os LMH estão homologados a se inscreverem, sujeito as regras da IMSA SportsCar Championship.

Os hipercarros de Le Mans (no inglês Le Mans Hypercar ou LMH) são protótipos de carros desportivos que são usados na classe superior do Campeonato Mundial de Endurance da FIA. Os regulamentos do Hipercarro de Le Mans foram criados em conjunto pelo Automobile Club de l'Ouest (ACO) e a Federação Internacional do Automóvel (FIA) para ser a classe sucessora dos protótipos LMP1 de Le Mans da temporada de 2021 em diante. Ao contrário de sua classe predecessora, onde as regras permitiam que apenas protótipos sob medida corressem na categoria, os carros inscritos na classe Hipercarro de Le Mans podem ser versões de especificações de competição de hipercarros existentes ou protótipos especialmente projetados, com potência híbrida sendo opcional para fabricantes.
Os LMH são carros padrão da categoria Hypercar do WEC uma vez que os veículos sejam homologados pela ACO/FIA podem ser inscritos no campeonato. Também podem ser inscritos na IMSA SportsCar Championship pela classe GTP sujeito a regras próprias da organização americana do campeonato.

## História

### O fim do LMP1
Após as sucessivas saídas da Audi e da Porsche do Campeonato Mundial de Resistência da FIA no final das temporadas de 2016 e 2017 devido às consequências do escândalo de emissões da Volkswagen que afetou a empresa-mãe de ambos os fabricantes de automóveis, bem como custos crescentes na subcategoria do Híbrido LMP1, o ACO iniciou uma série de discussões com o objetivo de reduzir os custos da competição para a próxima geração de regras LMP1.
Inicialmente, um único sistema híbrido de baixo consumo de energia foi planeado para as novas regras LMP1, com planos para uma plataforma compartilhada com o IMSA. Representantes das três organizações, bem como fabricantes atuais e futuros, estiveram envolvidos em negociações para os regulamentos propostos, que seriam estreados na temporada do Campeonato Mundial de Endurance de 2020-21. Na época, havia uma opção para um trem de força híbrido do cliente para fabricantes de pequeno volume e empresários, o que poderia levar os regulamentos a substituir os dos protótipos de Daytona no WeatherTech SportsCar Championship em 2022; isso permitiu a unificação das corridas de carros desportivos de alto nível, com equipas e fabricantes sendo capazes de competir com o mesmo carro na "coroa tripla" das corridas de resistência. Esses planos iniciais visavam reduções de custo significativas, mantendo os níveis de desempenho dos protótipos LMP1. A renomeação da categoria foi sugerida posteriormente pelo presidente da FIA, Jean Todt.

### Junho de 2018 - início de 2019: primeiros conceitos
Em junho de 2018, antes das 24 Horas de Le Mans de 2018, a FIA primeiro confirmou que o novo conjunto de regulamentos de protótipo de nível superior apresentaria conceitos de design baseados em hipercarros quando implementados, com um resumo dos novos regulamentos técnicos sendo apresentados ao Conselho Mundial de Automobilismo da FIA em Manila. Na época, Toyota, Ford, McLaren, Aston Martin e Ferrari haviam participado de reuniões de mesa redonda com os organizadores do campeonato para os novos regulamentos, com uma redução significativa no orçamento para toda a temporada na região de 25 milhões de euros —75 % mais baixo do que os orçamentos existentes usados pelas equipes do fabricante.
Nas 24 Horas de Le Mans de 2018, os detalhes iniciais da nova classe superior para o Campeonato Mundial de Endurance da FIA foram anunciados na conferência de imprensa anual do ACO, com os regulamentos definidos para estarem ativos por 5 temporadas. Vários aspectos do design para a nova classe seriam mantidos em aberto, com uma arquitetura de motor livre e a liberdade de operar qualquer número de cilindros com a escolha de um design turboalimentado ou aspirado naturalmente. Os carros teriam um peso total de 980 kg (2.160 lb) com uma distribuição de peso controlada, ao lado de um fluxo máximo de combustível definido, com eficiência controlada e outras regulamentações para controlar os custos de desenvolvimento. Os sistemas híbridos teriam um motor elétrico montado no eixo dianteiro com desempenho fixo de 200 kW (270 hp), dando aos carros um layout de tração nas quatro rodas, enquanto a meta de desempenho máximo do motor seria fixada em 520 kW (700 hp). Cada carro teria dois assentos, uma cabine maior do que os carros LMP1 atuais, um para-brisa mais largo e uma linha do teto mais consistente com os carros de rua. Os fabricantes seriam obrigados a disponibilizar seus sistemas híbridos para que equipes privadas os alugassem com um limite de custo, enquanto qualquer fabricante ou empresa poderia projetar e construir seu próprio sistema híbrido, que passaria pela homologação da FIA e da ACO. Os carros também seriam mais lentos do que seus predecessores, com uma meta de tempo de volta de 3:20.
Em 25 de julho de 2018, a Scuderia Cameron Glickenhaus se tornou a primeira fabricante a indicar oficialmente sua participação nas novas regras, com a fabricante divulgando imagens de um protótipo que planeava correr nas 24 Horas de Le Mans. O fabricante ofereceria uma tiragem limitada de 25 versões legais para estradas e uma versão de corrida para financiar seu programa de Le Mans. Ao final do ano de 2018, além da Glickenhaus, nenhum outro fabricante havia se comprometido com os novos regulamentos. Diversos fabricantes levantaram preocupações sobre os prazos apertados envolvidos, o que deixaria os fabricantes com a intenção de se comprometer desde a primeira temporada de competição, com menos de dois anos para projetar e construir novos carros após obter a aprovação do conselho da empresa. Em 21 de outubro de 2018, a McLaren anunciou que não participaria do primeiro ano da categoria, devido aos prazos apertados envolvidos e ao estado relativamente fluido dos regulamentos naquele momento.

### 2019-2020: O início da classe Hipercarro de Le Mans
Em 5 de dezembro de 2018, a FIA publicou o livro de regras técnicas para a classe, com os regulamentos exigindo motores baseados em produção. Também foi decidido que um mínimo de 25 carros de estrada equipados com o motor de combustão e sistema de recuperação de energia (ERS) do carro de corrida teriam que ser produzidos até o final da primeira temporada do fabricante, com essa quantidade aumentando para 100 no final de sua segunda temporada. Isso significaria que os construtores de carros de corrida não OEM, como a Oreca, Onroak Automotive e Dallara, não teriam permissão para construir hipercarros, enquanto a solução híbrida "pronta para uso" anteriormente proposta estava ausente dos regulamentos. Os regulamentos exigiam uma saída de potência máxima total de aproximadamente 950 hp (710 kW) extraído do sistema híbrido elétrico e de combustão, inferior ao valor inicial apresentado em junho. A produção máxima do motor de combustão era agora 508 kW (681 hp) vez de 520 kW (700 hp), embora a potência da unidade elétrica de 200 kW permanecesse a mesma. Além disso, a energia a diesel seria proibida, com um limite de custo de 3 milhões de euros no fornecimento de sistemas ERS dos fabricantes às equipes dos clientes, ao mesmo tempo que foi anunciado que um fabricante de ERS seria proibido de fornecer um sistema para mais de três concorrentes sem a aprovação formal da FIA. O peso mínimo dos carros de nova geração será aumentado em relação aos 980 kg (2.160 lb) a 1.040 kg (2.290 lb), com comprimento máximo sendo 5.000 mm (200 in), enquanto a largura máxima da cabine também aumentaria para 2.000 mm (79 in).
Em 7 de março de 2019, foi anunciado que o Campeonato Mundial de Resistência da FIA ajustaria seus critérios para os novos regulamentos de protótipo, com os fabricantes agora sendo autorizados a entrar em carros de corrida derivados de hipercarros de estrada. Isso foi feito depois que vários fabricantes expressaram interesse em um alinhamento mais estreito entre suas atividades de produção e corrida, citando questões orçamentárias e de disponibilidade de plataforma. Posteriormente, a meta de tempo de volta dos novos carros foi aumentada de 3:20 para 3:30 e os dispositivos aerodinâmicos móveis, originalmente planeados para serem permitidos sob os novos regulamentos, foram removidos devido a questões de custo.
Em 19 de fevereiro de 2020, a Aston Martin anunciou que iria adiar seu projeto Le Mans Hypercar, já que o anúncio da classe ACO-IMSA Le Mans Daytona Hybrid (LMDh) levou a empresa a reconsiderar seus planos no projeto. Além disso, a empresa planeava retornar à Fórmula 1 em 2021 pela primeira vez desde 1960 como uma equipe apoiada pela fábrica.

### Pandemia de COVID-19: um ligeiro repensar
Em 11 de maio de 2020, a FIA anunciou que havia aprovado alterações propostas aos regulamentos técnicos do LMH, que veriam uma diminuição na potência máxima de 585 kW (784 hp) a 500 kW (670 hp), e peso mínimo dos carros de 1.100 kg (2.400 lb) a 1.030 kg (2.270 lb).

### 2021: A estreia da classe e convergência com LMDh
Em 9 de julho de 2021, poucos dias após a Peugeot revelar seu 9X8 Hypercar, a International Motor Sports Association e o Automobile Club de l'Ouest anunciaram que convergiriam as suas respectivas classes de protótipos desportivos para pertencerem a uma família de classes, permitindo ao Le Equipa a classe Hypercar para competir no IMSA SportsCar Championship em conjunto com sua classe irmã LMDh. Isso efetivamente permitiu que LMH e LMDh corressem em campeonatos norte-americanos e mundiais juntos, um nível de semelhança entre a Europa e a América não visto nas corridas de carros desportivos de primeira linha há várias décadas.

## Regulamentos técnicos
A área da superfície frontal do carro não pode ser inferior a 1,6 m2, enquanto "quando vista de cima, de lado e de frente, a carroceria não deve permitir que componentes mecânicos sejam vistos, a menos que explicitamente autorizado pelos presentes regulamentos, ou se respeitar o projeto original do carro". Elementos aerodinâmicos móveis são proibidos.

### Motor e transmissão
O projeto do motor é livre, com apenas motores a gasolina de quatro tempos permitidos para uso. Para motores baseados em modelos de produção, o bloco e as peças fundidas da cabeça do motor devem vir do motor base (mas podem ser ligeiramente alterados por meio de usinagem ou adição de material), e o virabrequim pode ser no máximo 10% mais leve, enquanto ângulos de válvula, número de as árvores de cames e a localização das árvores de cames também devem permanecer como estão instaladas no motor original.
Para carros que utilizam sistema híbrido de recuperação de energia, a potência elétrica CC do MGU-K não deve exceder 200 kW, e com exceção do pit lane, o MGU-K só pode aplicar torque positivo às rodas dianteiras caso as seguintes condições sejam atendidas:
- Se a velocidade do carro for 120 km/h ou superior, quando equipado com pneus slick para tempo seco;
- Se a velocidade do carro estiver entre 140-160 km/h ou superior, quando não equipado com pneus slick para tempo seco;
- Se a velocidade do carro for inferior a 120 km/h e permanece abaixo de 120 km/h até o carro chegar às boxes.[23]

### Especificações do veículo
| Comprimento máximo           | 5.000 mm (200 in)    |
| Largura máxima               | 2.000 mm (79 in)     |
| Distância entre eixos máxima | 3.150 mm (124 in)    |
| Área frontal mínima          | 1,6 m2 (2.500 sq in) |
| Peso mínimo                  | 1.030 kg (2.270 lb)  |
| Peso mínimo do motor         | 165 kg (364 lb)      |
| Cilindrada do motor          | Sem limite           |
| Potência máxima de saída     | 500 kW (670 hp)      |
| Diâmetro máximo da roda      | 710 mm (28 in)       |
| Largura máxima da roda       | 380 mm (15 in)       |

## Entradas confirmadas
| Fabricante       | Modelo              | Motorização            | Foto | Estreia | Ref                  |
| ---------------- | ------------------- | ---------------------- | ---- | ------- | -------------------- |
| Toyota           | GR010 Hybrid        | V6 3.5 biturbo híbrido |      | 2021 ‡  | [ 25 ] [ 26 ]        |
| Glickenhaus      | Glickenhaus 007 LMH | V8 3.5 biturbo         |      | 2021 *‡ | [ 27 ]               |
| Peugeot          | 9X8                 | V6 2.6 biturbo híbrido |      | 2022 ‡  | [ 28 ] [ 29 ]        |
| Vanwall          | Vandervell 680      | V8 4.5 aspirado        |      | 2023 *‡ | [ 30 ]               |
| Ferrari          | 499P                | V6 3.0 biturbo híbrido |      | 2023 ‡  | [ 31 ] [ 32 ] [ 33 ] |
| Isotta Fraschini | Tipo 6 LMH-C        | V6 3.0 turbo híbrido   |      | 2024 *‡ | [ 34 ] [ 35 ] [ 36 ] |
| Aston Martin     | Valkyrie AMR-LMH    | V12 6.5 aspirado       |      | 2025    | [ 37 ] [ 38 ] [ 39 ] |

*Modelo não compete na temporada vigente do Campeonato Mundial de Endurance da FIA (FIA World Endurance Championship).
‡Modelo não compete na temporada atual do IMSA SportsCar Champioship.